# (161278) Cesarmendoza
(161278) Cesarmendoza (asteroide n.º 161278) es un asteroide del cinturón principal, descubierto el 24 de marzo de 2003 por los astrónomos Ignacio Ferrín y Carlos Alberto Leal en el Observatorio Astronómico Nacional de Llano del Hato, ubicado en la Cordillera de Mérida, Venezuela.
Su nombre es un homenaje a César Mendoza (1962-2008), astrofísico que concretó varias contribuciones al ámbito de la física solar.
Posee una excentricidad de 0,1382894 y un inclinación de 27,30899º.